# Vigolo
Vigolo – miejscowość i gmina we Włoszech, w regionie Lombardia, w prowincji Bergamo.
Według danych na styczeń 2009 gminę zamieszkiwało 598 osób przy gęstości zaludnienia 49 os./1 km².